# 펜나인테베리나
펜나인테베리나(이탈리아어: Penna in Teverina)는 이탈리아 움브리아주 테르니도에 위치한 코무네다. 페루자로부터 남쪽 70km, 테르니로부터 남서쪽 25km 거리에 있다.